# Sistema de ligas de futebol dos Estados Unidos
O Sistema de ligas de futebol dos Estados Unidos, às vezes chamado de Pirâmide do Futebol dos Estados Unidos, é um sistema que abrange uma série de ligas profissionais, semi-profissionais e amadoras por todo o território norte-americano. Diferentemente de outros países, o sistema de ligas nos Estados Unidos não possui acesso e descenso, funcionando através de franquias como em outros esportes no país.

## Estrutura
Atualmente, os três primeiros níveis do futebol nos Estados Unidos são profissionais. A partir do quarto nível, se encontram ligas semi-profissionais e amadoras. Equipes de qualquer nível, sejam elas amadoras ou profissionais, podem participar da Lamar Hunt U.S. Open Cup. 
Por razões práticas e históricas, equipes do Canadá, Porto Rico e Bermudas podem participar das competições nos Estados Unidos, apesar de terem seu próprio sistema de ligas. Esses clubes porém não podem participar da Lamar Hunt U.S. Open Cup, nem representar os Estados Unidos na Liga dos Campeões da CONCACAF.
Atualmente oito equipes do Canadá disputam competições nos Estados Unidos. São eles: Toronto FC, Vancouver Whitecaps FC e Montreal Impact na MLS, Toronto FC II na USL Championship, Calgary Foothills FC, Thunder Bay Chill, TSS FC Rovers, Victoria Highlanders na USL League Two.
Além disso, atualmente também há uma equipe de Bermudas, o FC Bascome Bermuda da USL League Two. Essa é a segunda equipe da ilha a disputar competições nos Estados Unidos, depois do Bermuda Hogges Football Club disputar duas temporadas na PDL.
Cinco equipes de Porto Rico já jogaram competições nos Estados Unidos: Puerto Rico Islanders, Sevilla FC Puerto Rico, Club Atlético River Plate Puerto Rico, Puerto Rico United, Bayamón Football Club e Puerto Rico FC. Apenas uma vez na história, uma equipe de Antígua e Barbuda participou de competições nos Estados Unidos (Antigua Barracuda FC).

## Sistema de ligas

### Masculino
| Divisão | Ligas sancionadas pela USSF como liga profissional                           | Ligas sancionadas pela USSF como liga profissional                           |
| ------- | ---------------------------------------------------------------------------- | ---------------------------------------------------------------------------- |
| I       | Major League Soccer 26 clubes – 2 conferências                               | Major League Soccer 26 clubes – 2 conferências                               |
| II      | USL Championship 32 clubes – 2 conferências                                  | USL Championship 32 clubes – 2 conferências                                  |
| III     | National Independent Soccer Association 8 clubes                             | USL League One 12 clubes                                                     |
| Divisão | Ligas semi-profissionais sancionadas pela USASA Organização Membra da USSF   | Ligas semi-profissionais sancionadas pela USASA Organização Membra da USSF   |
| IV      | National Premier Soccer League 96 clubes – 4 regiões com 14 conferências     | USL League Two 85 clubes – 4 conferências com 12 divisões                    |
| V       | USASA Elite Amateur Leagues 15 ligas regionais                               | United Premier Soccer League 250+ clubes – 8 conferências with 19 divisões   |
| VI      | United States Adult Soccer Association 55 associações estaduais em 4 regiões | United States Adult Soccer Association 55 associações estaduais em 4 regiões |

### Feminino
| Level   | Ligas/divisões                                                                       | Ligas/divisões                                                                       | Ligas/divisões                                                                                            |
| I       | National Women's Soccer League (NWSL) 10 clubes                                      | National Women's Soccer League (NWSL) 10 clubes                                      | National Women's Soccer League (NWSL) 10 clubes                                                           |
| [ w 1 ] | Afiliadas da United States Adult Soccer Association (USASA)                          | Afiliadas da United States Adult Soccer Association (USASA)                          | Afiliadas da United States Adult Soccer Association (USASA)                                               |
| [ w 1 ] | United Women's Soccer (UWS) 32 clubes (em 4 conferências) (plus 1 Canadian club)     | UWS League 2 (UWSL2) 23 clubes (em 4 conferências)                                   | Women's Premier Soccer League (WPSL) 123 clubes (em 4 regiões and 22 conferências) (plus 1 Canadian club) |
| [ w 1 ] | United States Adult Soccer Association (USASA) 55 associações estaduais em 4 regiões | United States Adult Soccer Association (USASA) 55 associações estaduais em 4 regiões | United States Adult Soccer Association (USASA) 55 associações estaduais em 4 regiões                      |

1. 1 2  Os níveis são aproximados e não oficialmente designados pela USSF.